# Belgrád főpályaudvar
A Belgrád főpályaudvar egykori vasútállomás Szerbia fővárosában, Belgrádban.

## Története
A város központjában 1884-ben megnyitott főpályaudvarról 2018. június 30-án gördült ki az utolsó vonat. Az állomás végleg bezárt, műemlék épületét a tervek szerint múzeummá alakítják át. Az új végállomást a Belgrád Központi pályaudvar (Prokop) nevű külvárosi pályaudvaron alakították ki.

## Vasútvonalak
Az állomást az alábbi vasútvonalak és nevet viselő járatok érintik:
- Orient expressz
- Balkans Express
- Meridian
- Istanbul Express
- Belgrád–Bar-vasútvonal

## Képgaléria

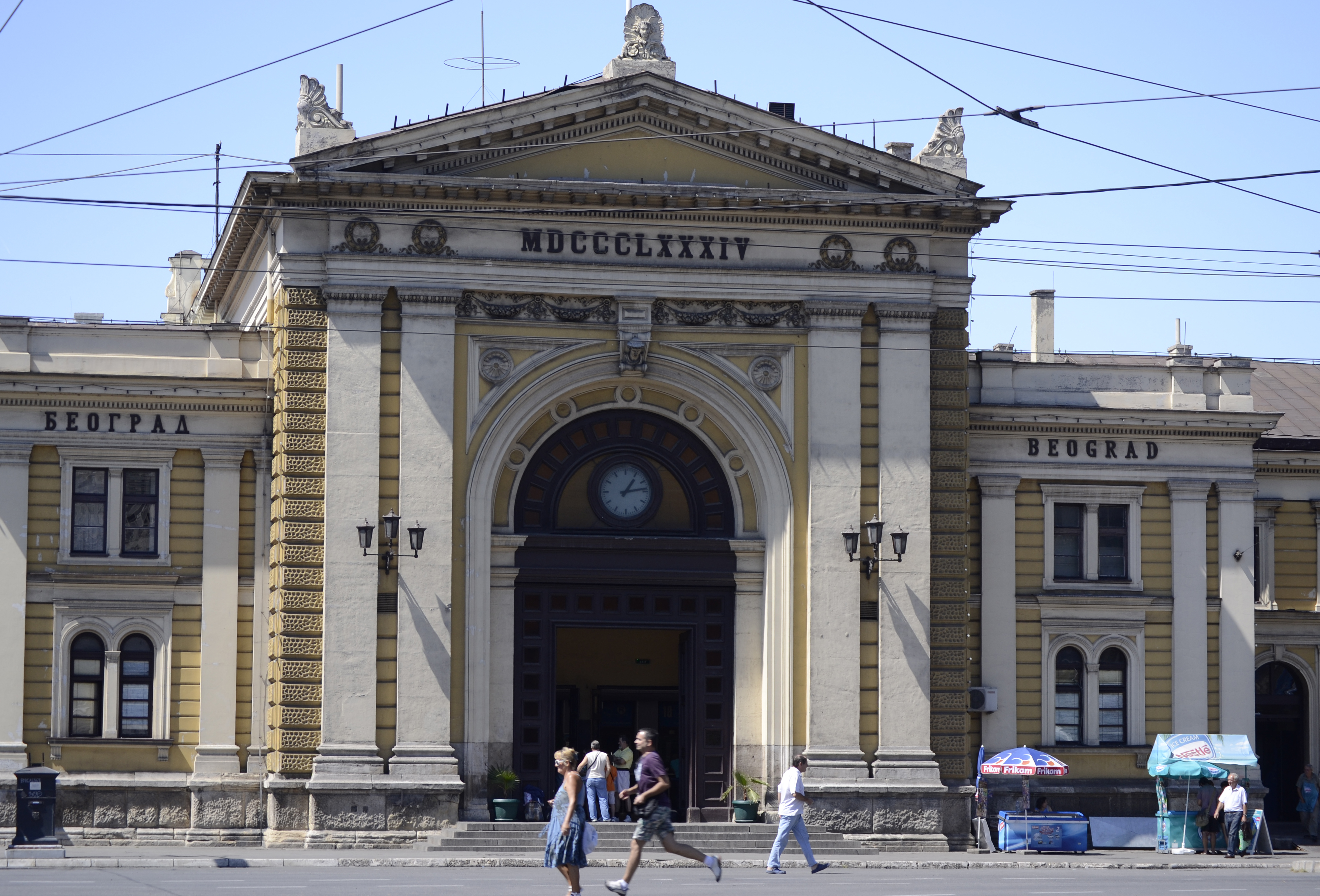
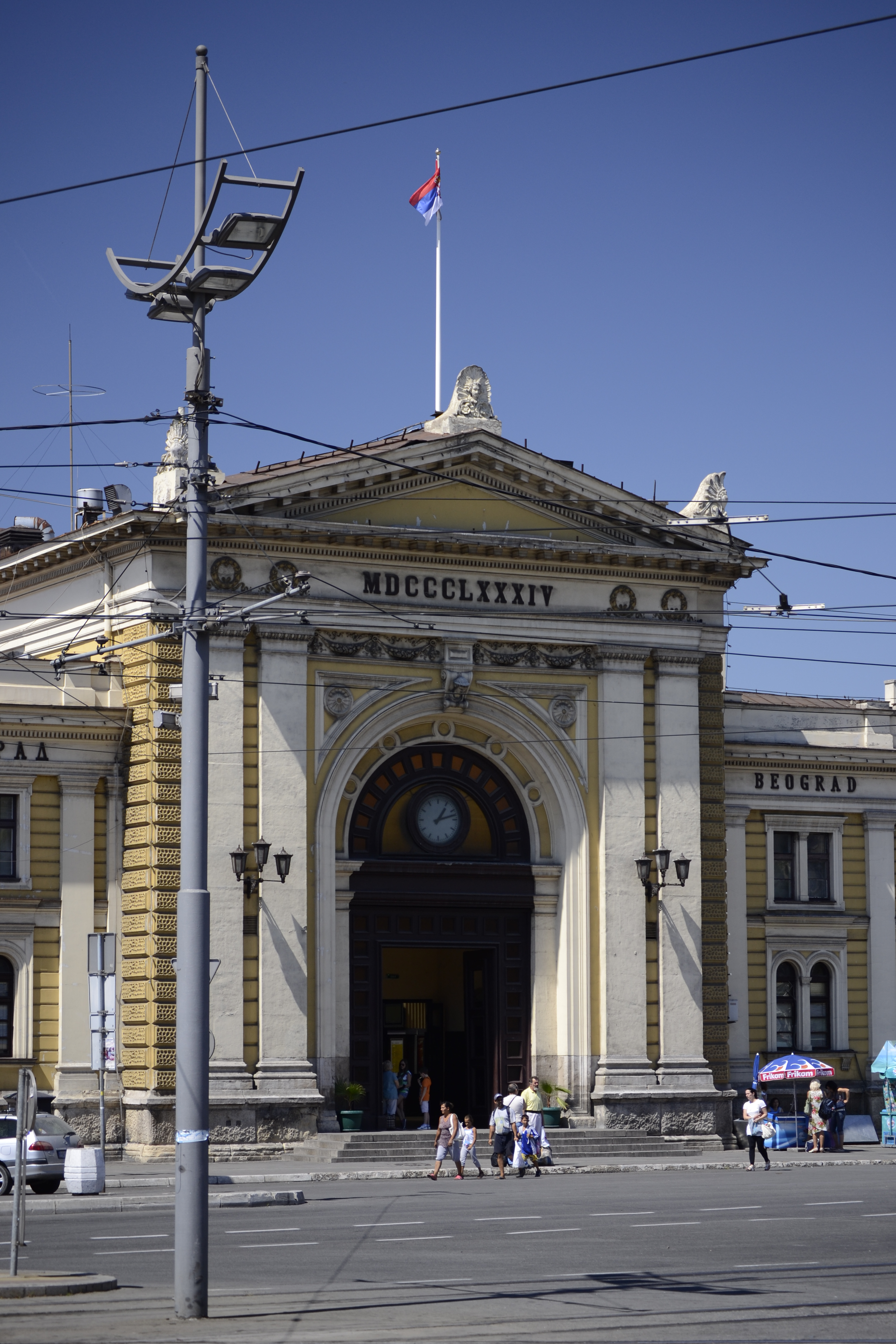
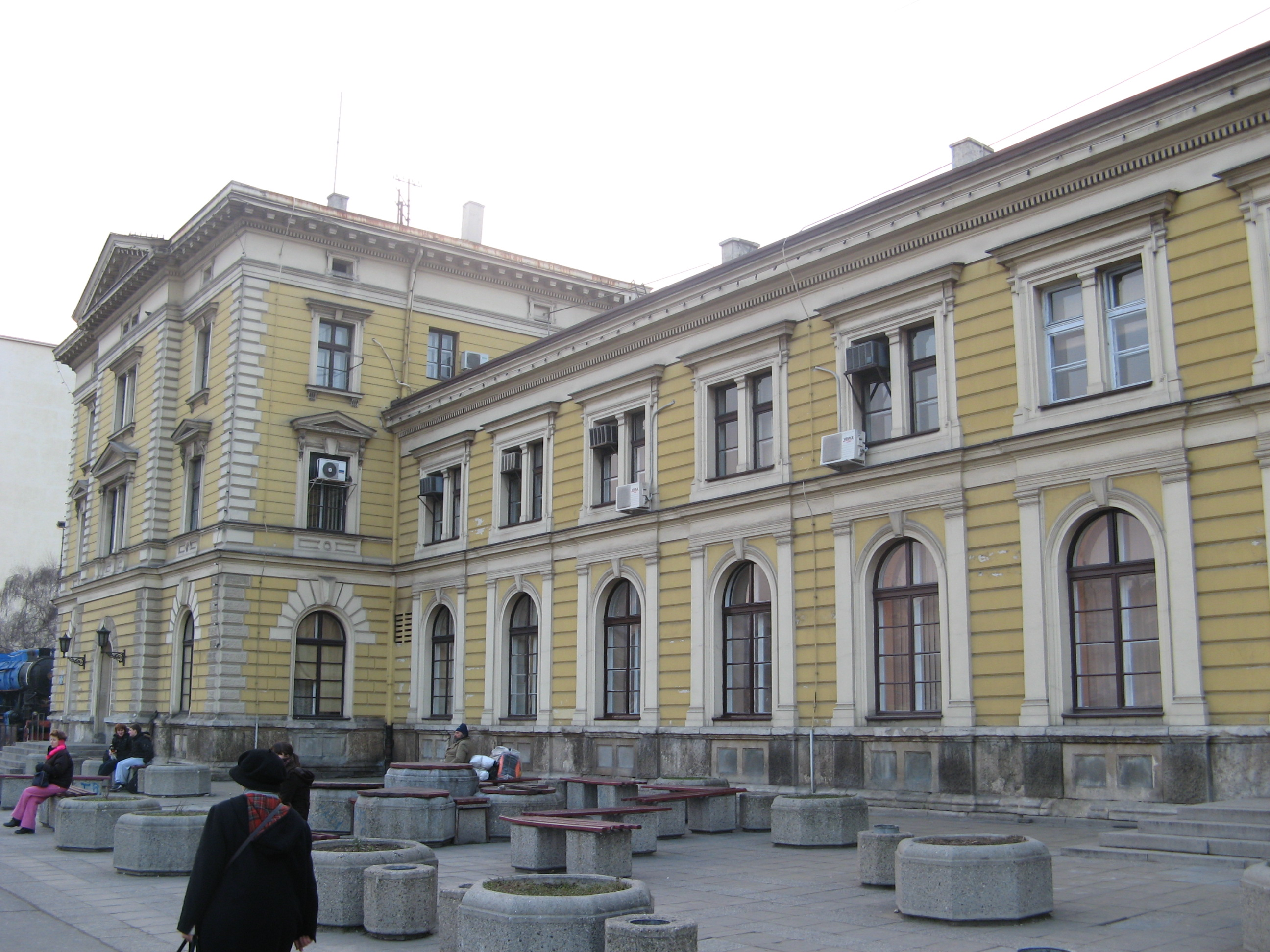
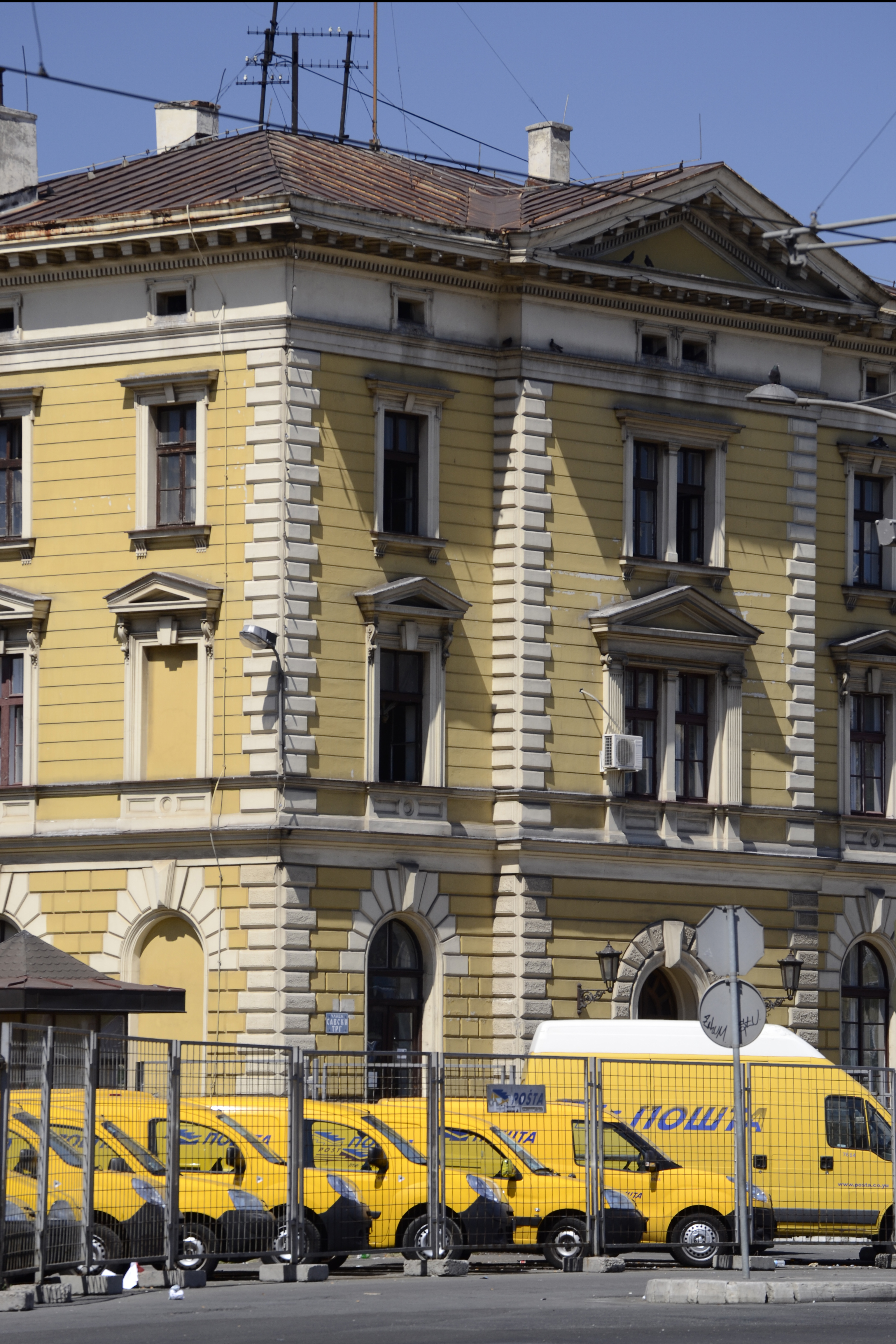
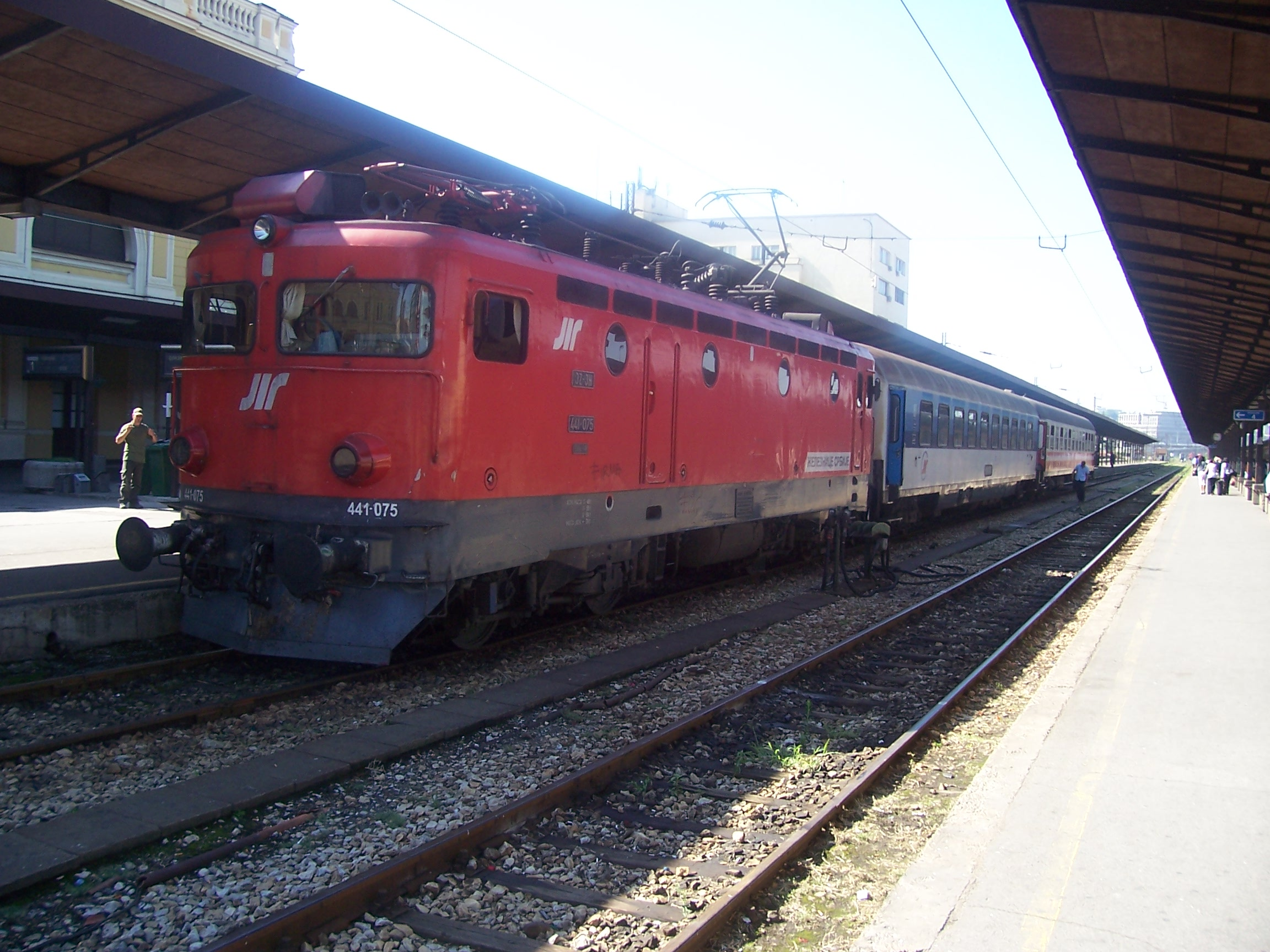

## Forgalom

### Regionális (2018-ig)
| Járat | Útvonal                                                                                                 | Gyakoriság       |
| ----- | --- | ---------------- |
| PT    | Belgrád – Ópázova – India – Újvidék – Verbász – Szabadka                                                | Bizonyos vonatok |
| PT    | Belgrád – Ópázova – Ruma – Szávaszentdemeter – Sid                                                      | Bizonyos vonatok |
| PT    | Belgrád – Resnik – Lajkovac – Valjevo – Pozsega – Užice – Priboj – Prijepolje (Vrbnik Montenegro határ) | Bizonyos vonatok |
| PT    | Belgrád – Jajince – Mala Krsna – Pozsarevác                                                             | Bizonyos vonatok |
| PT    | Belgrád – Resnik – Mladevovac – Lapovo – Jagodina – Ćuprija – Paračin – Aleksinac – Niš                 | Bizonyos vonatok |